# Pręgomysz błazeńska
Pręgomysz błazeńska (Lemniscomys macculus) – gatunek gryzonia z rodziny myszowatych występujący w środkowo-wschodniej Afryce.

## Klasyfikacja
Gatunek został opisany naukowo w 1910 roku przez O. Thomasa i R.C. Wroughtona. Jest często mylona z pręgomyszą smugową (L. striatus), z którą współwystępuje w Afryce Wschodniej. Pod względem charakterystyki morfologicznej i molekularnej jest bardzo podobna do pręgomyszy sawannowej (L. bellieri); gatunki te są blisko spokrewnione, lub wręcz stanowią one jeden gatunek.

## Biologia
Pręgomysz błazeńska żyje w północno-wschodniej Demokratycznej Republice Konga, Sudanie Południowym, Etiopii, Kenii, Ugandzie i prawdopodobnie w Rwandzie; granice zasięgu są słabo rozpoznane. Spotykana jest od 500 do 1300 m n.p.m. W Ugandzie pręgomysz błazeńska i smugowa są gatunkami parapatrycznymi; pręgomysz błazeńska jest tam rzadsza. W północnej części zasięgu, np. w Etiopii, jest dużo pospolitsza, choć mniej niż inne gatunki.

## Populacja
Pręgomysz błazeńska jest uznawana za gatunek najmniejszej troski. Populacja jest stabilna. Ma duży zasięg występowania i w obszarach chronionych może być pospolita.